# Ted Mann
Ted Mann (Wishek, 16 de abril de 1916 - Los Angeles, 15 de janeiro de 2001) foi um empresário, produtor e filantropo estadunidense. Ele foi presidente da rede Mann Theatres, a maior rede de cinemas independentes dos Estados Unidos, que incluía o famoso Grauman's Chinese Theatre em Hollywood.

## Biografia
Nascido em Wishek, Dacota do Norte, filho de pais imigrantes colonos, Mann frequentou a Universidade de Minnesota e se apaixonou pelo cinema enquanto trabalhava como recepcionista de teatro. Ele alugou um problemático cinema em St. Paul, Minnesota, e passou a administrar o lugar quase sozinho. Mais tarde, acabou comprando o teatro e continuou a expandir suas participações até que se tornou a maior rede de cinemas independentes nos Estados Unidos, com salas de Minnesota a Washington, DC.
No final dos anos 1960, ele vendeu sua rede e mudou-se para o sul da Califórnia para tentar fazer filmes. Entre os que produziu estão Uma Sombra Passou Por Aqui (1969), Buster e Billie com Jan-Michael Vincent (1974) e Verão de Ilusões com Sam Elliott (1976). Ele também ajudou a produzir o filme de fantasia Krull (1983).

## Filmografia

### Produtor/produtor executivo
- The Illustrated Man (1969)
- Buster and Billie (1974)
- Lifeguard (1976)
- The Nude Bomb (1980)
- Brubaker (1980)
- Krull (1983)